# Цілиноградський район
Цілиногра́дський район (каз. Целиноград ауданы, рос. Целиноградский район) — адміністративна одиниця у складі Акмолинської області Казахстану. Адміністративний центр — село Акмол.

## Населення
Населення — 78806 осіб (2021; 57146 у 2009, 41347 в 1999, 42545 у 1989).
Національний склад (станом на 2016 рік):
- казахи — 52955 осіб (76,82 %)
- росіяни — 8876 осіб (12,89 %)
- німці — 1474 особи
- українці — 1431 особа
- татари — 1008 осіб
- білоруси — 812 осіб
- поляки — 392 особи
- корейці — 209 осіб
- башкири — 137 осіб
- молдовани — 133 особи
- вірмени — 113 осіб
- чеченці — 109 осіб
- азербайджанці — 103 особи
- удмурти — 64 особи
- інгуші — 53 особи
- мордва — 32 особи
- марійці — 19 осіб
- інші — 1014 осіб

## Історія
Акмолинський район був утворений 1928 року у складі Акмолинського округу з центром у місті Акмолинськ. 17 грудня 1930 року район перейшов у пряме підпорядкування республіці.
10 березня 1932 року район увійшов до складу новоствореної Карагандинської області.
9 січня 1935 року частина району передана до складу новоствореного Вишневського району, 10 лютого до складу новоутвореного району передано сільради №13 та №20, Александровську, Вишневську, Волгодонську, Михайловську, Ніколаєвську, Ново-Владимировську, Ново-Георгієвську, Ольгинську, Сариобинську та Харківську; до складу Кургальджинського району передано сільради №3, Бірліцьку та Суликольську; у складі Акмолинського району залишились сільради №1, №2№4, №5, №6, №10 та №12, Воздвиженська, Єлизаветградська, Красноярська, Максимовська, Мірзояновська, Прирічна, Рождественська, Романовська, Семеновська, Софієвська та Челкарська.
14 жовтня 1939 року район увійшов до складу новоствореної Акмолинської області.
1960 року центр був перенесений до міста Акмолінська. 1961 року район був перейменований на сучасну назву. У 2007 році центр району перенесений до села Акмол.
2022 року зі складу району була виділена Тайтобинська сільська адміністрація (село Тайтобе) та передана до складу Косшинської міської адміністрації.

## Склад
До складу району входять 6 сільських адміністрацій та 15 сільських округів:
| Поселення                                  | Площа, км² | Населення, осіб (1989) | Населення, осіб (1999) | Населення, осіб (2009) | Населення, осіб (2021) | Центр                 | Населені пункти |
| ------------------------------------------ | ---------- | ---------------------- | ---------------------- | ---------------------- | ---------------------- | --------------------- | --------------- |
| Кажимуканська сільська адміністрація       | -          | 264                    | 287                    | 683                    | 960                    | Кажимукан             | 1               |
| Каражарська сільська адміністрація         | -          | 239                    | 293                    | 579                    | 805                    | Каражар               | 1               |
| Кояндинська сільська адміністрація         | -          | 389                    | 319                    | 2954                   | 9545                   | Коянди                | 1               |
| Сільська адміністрація Ибирая Альтинсаріна | -          | 54                     | 73                     | 529                    | 611                    | Ибирая Альтинсаріна   | 1               |
| Сільська адміністрація Маншук Маметової    | -          | 1065                   | 907                    | 817                    | 709                    | Маншук Маметова       | 1               |
| Талапкерська сільська адміністрація        | -          | 565                    | 501                    | 3111                   | 7969                   | Талапкер              | 1               |
| Акжарський сільський округ                 | -          | 1517                   | 1358                   | 1436                   | 1172                   | Акжар                 | 2               |
| Акмольський сільський округ                | -          | 5657                   | 5180                   | 6143                   | 13851                  | Акмол                 | 2               |
| Арайлинський сільський округ               | -          | 3951                   | 3186                   | 4049                   | 3909                   | Арайли                | 5               |
| Жанаєсільський сільський округ             | -          | 3864                   | 3171                   | 3431                   | 3145                   | Жанаєсіль             | 3               |
| Жарликольський сільський округ             | -          | 3059                   | 2957                   | 2776                   | 2626                   | Жангизкудук           | 2               |
| Кабанбай-батира сільський округ            | -          | 4778                   | 4734                   | 5937                   | 8939                   | Кабанбай-батира       | 4               |
| Караоткельський сільський округ            | -          | 1833                   | 2195                   | 5234                   | 10930                  | Караоткель            | 3               |
| Кизилсуатський сільський округ             | -          | 1244                   | 1094                   | 1598                   | 1289                   | Кизил-суат            | 3               |
| Нуресільський сільський округ              | -          | 2112                   | 2017                   | 2598                   | 2458                   | Нуресіль              | 3               |
| Оразацький сільський округ                 | -          | 1994                   | 2157                   | 1825                   | 2201                   | Оразак                | 2               |
| Рахимжана Кошкарбаєва сільський округ      | -          | 3157                   | 2394                   | 2516                   | 2069                   | Рахимжана Кошкарбаєва | 3               |
| Родинський сільський округ                 | -          | 1619                   | 1923                   | 1721                   | 1650                   | Родина                | 3               |
| Софієвський сільський округ                | -          | 1471                   | 1472                   | 2106                   | 2565                   | Софієвка              | 2               |
| Тастинський сільський округ                | -          | 1593                   | 1857                   | 1895                   | 1375                   | Тасти                 | 3               |
| Шалкарський сільський округ                | -          | 2359                   | 1823                   | 1260                   | 833                    | Шалкар                | 3               |

## Найбільші населені пункти
Населені пункти з чисельністю населення понад 1000 осіб:
| №  | Населений пункт       | Населення, осіб (1989) | Населення, осіб (1999) | Населення, осіб (2009) | Населення, осіб (2021) |
| -- | --------------------- | ---------------------- | ---------------------- | ---------------------- | ---------------------- |
| 1  | Акмол                 | 5 286                  | 4 835                  | 5 711                  | 13 400                 |
| 2  | Караоткель            | 1 223                  | 1 557                  | 4 310                  | 9 804                  |
| 3  | Коянди                | 389                    | 319                    | 2 954                  | 9 545                  |
| 4  | Талапкер              | 565                    | 501                    | 3 111                  | 7 969                  |
| 5  | Кабанбай-батира       | 4 138                  | 4 212                  | 5 181                  | 7 968                  |
| 6  | Софієвка              | 1 368                  | 1 416                  | 2 013                  | 2 505                  |
| 7  | Жанаєсіль             | 2 541                  | 1 951                  | 2 179                  | 2 207                  |
| 8  | Арайли                | 1 493                  | 1 380                  | 1 792                  | 2 180                  |
| 9  | Оразак                | 1 742                  | 1 820                  | 1 524                  | 1 937                  |
| 10 | Жангизкудук           | 2 093                  | 1 991                  | 1 883                  | 1 758                  |
| 11 | Нуресіль              | 1 027                  | 1 094                  | 1 690                  | 1 729                  |
| 12 | Рахимжана Кошкарбаєва | 1 917                  | 1 564                  | 1 680                  | 1 706                  |
| 13 | Родина                | 891                    | 1 163                  | 1 032                  | 1 087                  |